# Phyllis Diller
Phyllis Ada Diller (właśc. Phyllis Ada Driver; ur. 17 lipca 1917 w Limie, zm. 20 sierpnia 2012 w Los Angeles) – amerykańska aktorka oraz komediantka (typu stand-up). Znana głównie ze swojej ekscentrycznej osobowości scenicznej, autoironicznego humoru, zwariowanych kostiumów i fryzur oraz przesadnego, rechoczącego śmiechu.
Diller była przełomowym komikiem - jedną z pierwszych kobiet w tym zawodzie, która uzyskała rozgłos (powszechne uznanie) w Stanach Zjednoczonych. Utorowała ona drogę dla takich osób jak: Joan Rivers, Roseanne Barr, Elen DeGeneres oraz wielu innych, którzy uznawali ją za inspirację. Diller miała duże poparcie środowiska LGBT i uznawana jest za jedną z jego ikon. Była również jedną z pierwszych sław, które otwarcie popierały operacje plastyczne, przez które była ona rozpoznawana w branży.
Diller wystąpiła w ponad 40 filmach, zaczynając w 1961 roku w Wiosennej bujności traw. Wystąpiła w wielu programach telewizyjnych, często jako cameo. Prowadziła ona swój własny sitcom oraz variety show. Do jej telewizyjnych ról zaliczyć można występy w programach takich jak: Night Gallery, The Muppet Show, Statek Miłości, Cybill, Orły z Bostonu oraz jedenaście sezonów programu Moda na sukces. Podkładała ona głos dla postaci takich jak: żona potwora w Mad Monster Party, królowa w Dawno temu w trawie, babcia Neutron w Jimmy Neutron: mały geniusz oraz Thelma Griffin w Family Guy.

## Wybrana filmografia

### Role aktorskie
- 1961: Wiosenna bujność traw jako Texas Guinan
- 1975: Promienni chłopcy
- 1994: Milczenie baranów jako stara sekretarka
- 2006: Who Killed the Electric Car?

### Role głosowe
- 1972: Nowy Scooby Doo, odcinek: Tajemnica Klejnotów[2]
- 1987: Alicja po drugiej stronie lustra jako Biała Królowa
- 1990: Dziadek do orzechów jako Królowa Myszy
- 1990: Królewna Śnieżka – Nowe przygody jako Matka Natura
- 1998: Dawno temu w trawie jako Królowa
- 2006: Kacper: Szkoła postrachu jako ciotka Spitzy